# Carroll County, Mississippi
Carroll County är ett administrativt område i delstaten Mississippi, USA, med 10 597 invånare. Den administrativa huvudorten (county seat) är Carrollton. 

## Geografi
Enligt United States Census Bureau så har countyt en total area på 1 645 km². 1 627 km² av den arean är land och 18 km² är vatten. 

### Angränsande countyn
- Grenada County - nord
- Montgomery County - öst
- Attala County - sydost
- Holmes County - syd
- Leflore County - väst